# NGC 6916
NGC 6916 é uma galáxia espiral barrada (SBbc) localizada na direcção da constelação de Cygnus. Possui uma declinação de +58° 20' 39" e uma ascensão recta de 20 horas, 23 minutos e 33,1 segundos.
A galáxia NGC 6916 foi descoberta em 26 de Junho de 1887 por Lewis A. Swift.